# 南方紀事之浮世光影
《南方紀事之浮世光影》是2005年上映的台灣電影，由黃玉珊導演。背景為日本時代知名雕刻家及畫家黃清埕從日本學成返台，搭乘由門司啟程往基隆的巨輪「高千穗丸」，卻遭美國潛艇魚雷擊沉的大時代悲劇。本片為忠實呈現當時台日最豪華的<高千穗丸>特地前往日本橫濱取景，參展日本幕張海洋電影節並為2005年高雄電影節開幕片。日本上映譯名為『浮世光影』。

## 登場人物
- 黃清埕：林昶佐
- 桂香：張鈞甯
- 琇琇：徐懷鈺
- 國鈞：何豪傑

## 註腳
1. ↑  .   [2011-07-29]. （原始内容存档于2013-10-17）.

## 外部連結
- Yahoo奇摩電影上《南方紀事之浮世光影》的資料（繁體中文）
- 開眼電影網上《南方紀事之浮世光影》的資料（繁體中文）
- 香港影庫上《南方紀事之浮世光影》的資料（繁體中文）
- 豆瓣电影上《南方紀事之浮世光影》的資料 （简体中文）
- 时光网上《南方紀事之浮世光影》的資料（简体中文）
- 互联网电影数据库（IMDb）上《南方紀事之浮世光影》的资料（英文）